# ヤロポルク・ロスチスラヴィチ
ヤロポルク・ロスチスラヴィチ（ロシア語: Ярополк Ростиславич、? - 1196年以降）は、ウラジーミル大公アンドレイ・ボゴリュブスキーの甥、ノヴゴロド公ロスチスラフ(ru)の子にあたる人物である。1174年から1175年6月15日までウラジーミル大公位にあった。妻はヴィテプスク公フセスラフの娘。

## 生涯
ルーシの年代記（レートピシ）における、ヤロポルクに関する最初の記述は、1162年に叔父アンドレイによって他の親族とともにスーズダリから追放された、という記述である。また1172年、ヤロポルクはキエフ大公位をめぐる闘争中の叔父ミハイルにより、叔父フセヴォロドと共にキエフへ派遣されるが、反ミハイル派のヴィシゴロド公ダヴィドに捕縛された。
1174年、ウラジーミル大公位にあった叔父アンドレイが在地の貴族層（ボヤーレ）に殺害されると、ヤロポルクは兄弟のムスチスラフと共に公（クニャージ）として招聘され、公位に就いた。しかし、1175年にチェルニゴフ公国軍の支援を得た叔父ミハイル、フセヴォロドに攻められ、ヤロポルク、ムスチスラフは公位を追われた。
1176年、ウラジーミル大公位にあった叔父ミハイルが死亡すると、ヤロポルクの兄弟ムスチスラフが大公位を狙ったが、リピツァの戦い(ru)で叔父フセヴォロドに敗れた。ヤロポルク、ムスチスラフ兄弟はリャザン公グレプを頼り、再起を図ったが、1177年のコロクシャの戦い(ru)で再び敗れ、捕虜となった。ヤロポルク、ムスチスラフ兄弟は目を潰されて解放された。
1178年、兄弟のムスチスラフの死後、ヤロポルクはノヴゴロドの貴族からノヴゴロド公位に招聘されるが、叔父フセヴォロドがこれに異を唱え、まもなくヤロポルクは公位の放棄を余儀なくされた。一方、1180年にノヴゴロド公国領トルジョークを譲渡されると、叔父フセヴォロドのウラジーミル大公国の国境を越えて襲撃を行った。また、同年にチェルニゴフ公スヴャトスラフ(ru)が叔父フセヴォロドに対する遠征軍を発すると、ヤロポルクはこれと連携し、フセヴォロドと戦った。しかしトルジョークは5週間の包囲ののちに陥落し、ヤロポルクは叔父フセヴォロド軍の捕虜となった。
ヤロポルクの没年は明らかではく、1180年に獄死したとする説、1196年以降とする説がある。